# ムーズ・アルゴンヌ攻勢
ムーズ・アルゴンヌ攻勢（ムーズ・アルゴンヌこうせい、英語：Meuse-Argonne Offensive）は、第一次世界大戦末期の西部戦線におけるアメリカ外征軍とドイツ帝国軍の戦い。マース・アルゴンヌ攻勢（Maas-Argonne Offensive）、アルゴンヌの森の戦い（Battle of the Argonne Forest）とも。米国軍事史上最大である120万人の米兵による大規模攻勢であり、8月から始まった連合軍の百日攻勢に終止符を打った。戦いの初期においては、アメリカ軍も戦闘経験不足と指揮系統の混乱により大きな損害を被った。

## 背景
サン・ミッシェルの戦いに勝利した連合軍はメジェールからメスを結ぶ鉄道線とその中継地であるスダンの占領を計画した。この地域を東部と西部から挟撃し、鉄道線の北東にあるアルデンヌ山系によってこの地方に突出したドイツ軍の退路を遮断することを目的としていた。この作戦において、ムーズ・アルゴンヌ地域から鉄道線に到達するためには30マイル以上の長距離移動を要し、かつドイツ国境に近いこの地域にドイツ帝国軍の主力が駐屯していたため、迅速な移動が求められた。

## 戦闘

### 9月26日～10月3日
26日午前5時30分にアメリカ外征軍（AEF）がヒンデンブルク線に向けて前進を開始した。当初の攻撃計画では26日中に8マイル以上前進し、クリームヒルデ線を突破することになっていた。この日のうちに第五軍団はそのほとんどが目標を達成したが、第79師団はモンフォーコンでドイツ軍の激しい抵抗に遭い、前進が停滞した。
翌27日に第79師団がモンフォーコンの占領に成功するが、前日の停滞がドイツ軍の軍備再編成を許し、モンフォーコンの後方数マイルに抵抗線が構築された結果、連合軍の進撃は前日よりも鈍った。29日にドイツ陸軍第5師団と第52師団の増援が出現し、食糧や弾薬が欠乏していたAEFに反撃を開始した。これにより戦力が分散されていた連合軍が各所で押し戻され、10月3日まで戦線は膠着した。

### 10月4日～10月31日
10月4日の時点でソムランス近郊まで迫っていたAEFは再度、北進を開始した。しかし、十分な支援砲撃もないままドイツ軍の防衛線に対して歩兵突撃が繰り返され、多くの損害を被った。そんな中、ハンター・リゲット率いる第一軍団の第一師団はイエール川の東岸に侵入し、橋頭堡を確立した。7日に後方から来た第82師団がイエール川の西岸に展開され、アルゴンヌの森のドイツ軍を側面から叩く作戦が計画された。
この結果、10月末までにAEFはアルゴンヌの森を北に抜けてエーヌ川とイエール川の分岐点付近まで進撃した。左翼ではスムーズな進攻が成功したが、右翼ではドイツ軍の激しい抵抗に遭遇し、14日から17日の間にモンフォーコン近郊で戦闘が続いた。

### 11月1日～11月11日
AEFがアルゴンヌの森を越えたころ、フランス第四軍は森の西方30マイルまで進軍していた。11月1日に米第1軍団はブルゴーニュの森に潜伏するドイツ軍を西のフランス軍と包囲するべく西進した。ブルゴーニュの森のドイツ軍が掃討されると、米軍と対峙した他の前線のドイツ軍は抵抗もなく急速に北東の鉄道線付近へ後退し、ムーズ川から鉄道線沿いのシエール川の間の地帯に強固な防御陣地を築いた。第二軍団はこの地域より南東のメスに向けて東進を開始し、フランス第四軍はブルゴーニュの森の北、ル・シェーヌに向けて前進、これを攻略した。
AEFはブザンシーの拠点を制圧すると11月6日までに一気に最終目標であるスダンに肉薄した。侵攻目前にして、パーシング将軍による「アメリカ軍がスダン入城の栄誉を担うことを望む」という訓示が各軍団に発せられた。作戦計画上、スダンはフランス軍の進軍ルートと重なっており、この訓示が正式な命令であるか単なる激励であるか不明瞭であった。これを受けて第一軍団の第1師団及び第42師団が他師団の間を抜けて夜間も進軍を続行した結果、軍団内では混乱が生じ、友軍に対する誤射や第42師団の師団長を誤って捕縛してしまう事態も発生し、これを重く見たリゲットが第1師団と第42師団に停止命令を下した。これにより11月11日にフランス第四軍が先にスダン市内を攻略。同時期に起こっていたドイツ革命の影響によりドイツ代表のマティアス・エルツベルガー、グレーナーらが連合国との休戦条約に調印したため、この日のうちにすべての戦闘が終結した。